# M 야크 미워시치
《M 야크 미워시치》(폴란드어: M jak miłość→사랑을 위한 M)는 2000년부터 현재까지 방영된 폴란드의 연속극이다.